# Passiflora vestita
Passiflora vestita Killip – gatunek rośliny z rodziny męczennicowatych (Passifloraceae Juss. ex Kunth in Humb.). Występuje endemicznie w południowej części Kolumbii, Ekwadorze oraz Peru. 

## Morfologia
PokrójZdrewniałe, trwałe, owłosione liany.
LiściePotrójnie klapowane, sercowate u podstawy. Mają 8–13 cm długości oraz 6,5–12,3 cm szerokości. Całobrzegie lub drobno ząbkowane, z ostrym wierzchołkiem. Ogonek liściowy jest owłosiony i ma długość 3,3–11,7 cm. Przylistki są w kształcie nerki o długości 2–4 mm.
KwiatyPojedyncze. Działki kielicha są podłużnie lancetowate, mają 2-2,5 cm długości. Płatki są eliptyczne lub podłużnie lancetowate, mają 1,8-2,5 cm długości.
OwoceMają jajowaty kształt. Mają 5,1–5,5 cm długości i 4–4,5 cm średnicy.